# Gommenec’h
Gommenec’h (bretonisch: Gouanac’h) ist eine französische Gemeinde mit 552 Einwohnern (Stand: 1. Januar 2022) im Département Côtes-d’Armor in der Region Bretagne. Die Einwohner der Gemeinde werden im französischen Gommenechois genannt.

## Geographie
Das Gemeindegebiet wird im Osten vom Fluss Goazel durchquert, der hier in den Leff einmündet.
Umgeben wird Gommenec’h von der Gemeinde Pléhédel im Norden, von Lanvollon im Osten, von Pommerit-le-Vicomte und von Goudelin im Süden und von Saint-Clet und Squiffiec im Westen.

## Bevölkerungsentwicklung

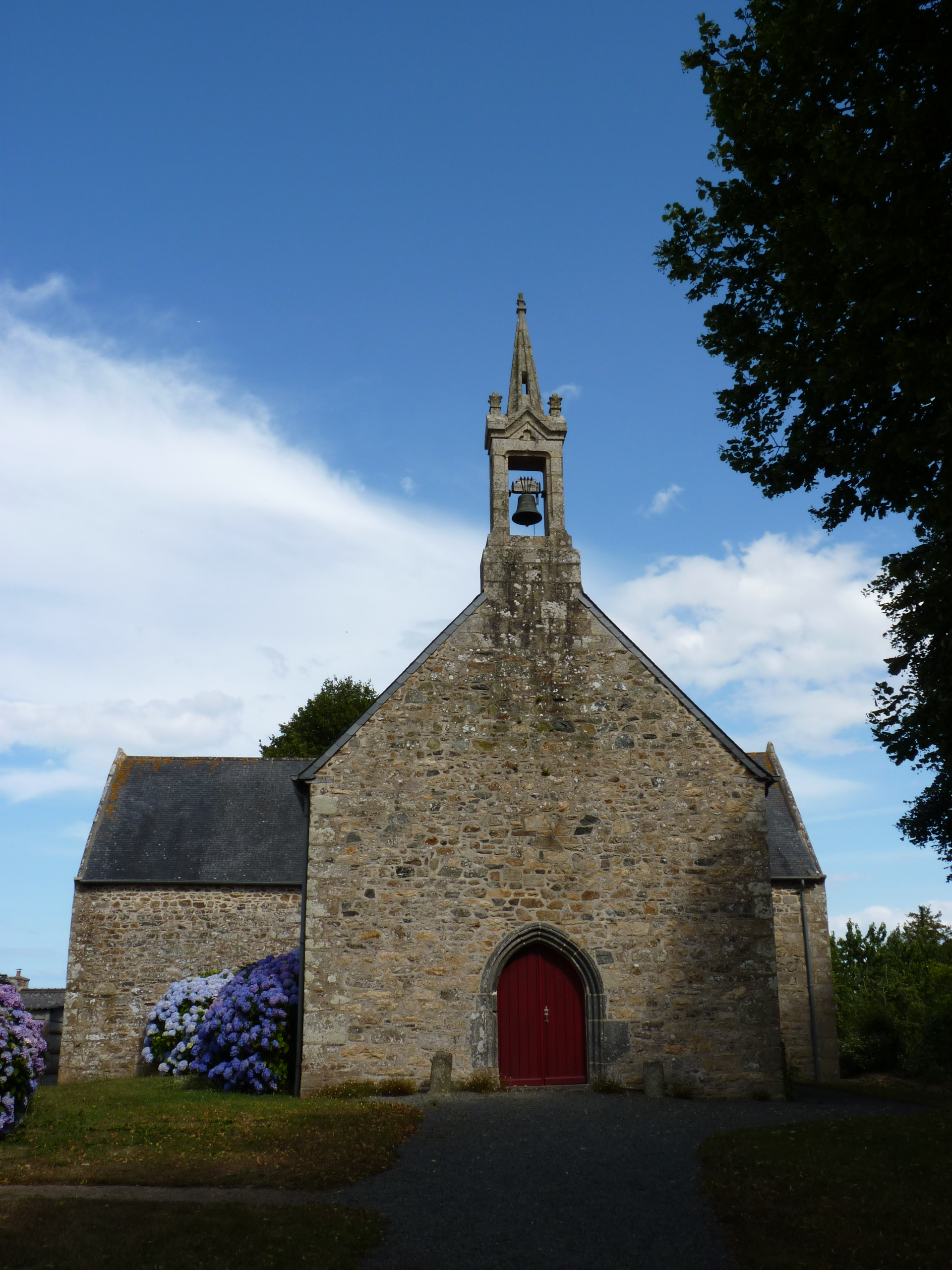
Kapelle Notre-Dame-de-Douarnec

| 1962 | 1968 | 1975 | 1982 | 1990 | 1999 | 2008 | 2012 |
| 433  | 552  | 513  | 457  | 421  | 475  | 515  | 545  |

## Baudenkmäler
Siehe: Liste der Monuments historiques in Gommenec’h